# Eltzaburu
Eltzaburu en basque ou Elzaburu en espagnol est une commune située dans la municipalité de Ultzama de la communauté forale de Navarre, dans le Nord de l'Espagne.

## Géographie
Proche du village coule Learraga erreka (rivière Learraga).

## Langues
Cette commune se situe dans la zone bascophone de la Navarre dont la population totale en 2018, comprenant 64 municipalités dont Ultzama, était bilingue à 60,8 %, à cela s'ajoute 10,7 % de bilingues réceptifs. En 2011, 47,6 % de la population d'Ultzama ayant 16 ans et plus avait le basque comme langue maternelle.

## Patrimoine

### Patrimoine religieux
- L'église paroissiale de San Martzelo / San Martxelo (Saint Marcel)
- L'ermitage de San Isidro (Sainẗ Isidore[4].

### Patrimoine civil
- Le chêne d'Eltzaburu, monument naturel.